# Vörös László (térképész)
Vörös László (Hódmezővásárhely, 1790. március 3. – Kaposvár, 1870. július 7.) mérnök, térképész. Legismertebb műve az "Alap’s vizhelyezeti térképe Buda és Pest szabad királyi fő Városainak" című, 1833-ban megjelent térképe.

## Élete
Szabó Kata és Vörös Mihály második gyermekeként született. Apja népköltő, elszegényedett nemesi család sarja, aki tehetsége ellenére is, csak 10 hónapot járt iskolába az anyagi nehézségek miatt. Feleségét és 8 gyermekét (4 fiú, 4 lány) asztalosmunkákból tartotta el. A környező vidéken vállalt el kisebb munkákat, melyekbe hatéves korától második fia, László is bekapcsolódott. Innentől 18 éven át, mint asztalossegéd dolgozik apja mellett a család megélhetéséért. 
Az ambiciózus és jó eszű László ekkor (1814) némiképp váratlanul, 24 éves korában jelentkezik a debreceni református kollégiumba, ahol felvételi vizsgája alapján a felső tagozat második osztályába iratkozott be. A kollégiumban egyéb bevétele és szülői támogatása nem lévén, szolgadiákként tartotta fenn magát. Tanulmányait, melyek során megismerkedett a térképrajzolás, a földgömbkészítés, valamint a rézmetszés alapjaival is, 1816-ban fejezte be. 
Az iskola befejezése után négy évre a debreceni uradalmi mérnök mellett helyezkedik el. Nagy valószínűséggel az ekkor megszerzett tapasztalatok, valamint Vay Miklós (1756-1824) mérnök-generális személye és támogatása nagyban befolyásolta Vörös László további szakmai életét, mérnöki pályáját. 1820-ban végleg elhagyta Debrecent, és kitűnő térképrajzolási, valamint rézmetszői tehetségének köszönhetően Huszár Mátyás (1778-1843), nagyváradi kamarai mérnök akkoriban alakuló mérnöki gárdájába került. Felvételét Huszár egyik nagy tehetségű fiatal mérnökének, Amizoni Józsefnek hirtelen és váratlan halála teszi lehetővé. 
Az akkor még csak érettségivel rendelkező, de kiváló műszaki érzékkel megáldott Vöröst 1822-ben már a Körösök helyszíni felvételéhez osztják be, sőt 1822-23 telén már a térképezési munkálatokban is tevékenyen részt vesz. Nem kisebb mérnökök mellett, mint például Vásárhelyi Pál és Lányi Sámuel. A Körösökön teljes vízrajzi felvételezést végez, pontos keresztszelvényekkel, vízsebesség valamint talajminőség adatokkal. Ez a precíz, minden tekintetben részletes munka a későbbiekben is jellemző az összes művére. 
A Duna-mappáció 1824-es megkezdésekor Vöröst beosztottjával (Forberger Sámuel) a Duna komáromi szakaszára rendeli Huszár, de az erőd osztrák parancsnoka nem engedélyezte a vízrajzi felvételt. Így a nyári idénymunkák letelte után, kamarai állását otthagyva beiratkozott a pesti Institutum Geometricumba, hogy végre hivatalosan is mérnök lehessen. Az ekkor már 34 éves Vörös egyetemi évei alatt litográfusként tartotta fenn magát, valamint a nyári szünidő idején a Duna felmérésén dolgozott. Mestere, valamint munkaadója az 1795 óta rézmetsző műhellyel rendelkező Karacs Ferenc (1770-1838). A már akkoriban is neves rézmetszőnél kapott munkája nem véletlen: Vay Miklós közbenjárása ebben az esetben is tetten érhető, valószínűsíthető. Amint azt Karacs Teréz (Karacs Ferenc leánya) leveleiből megtudhatjuk, 1824. folyamán Vay több esetben is vendégül látta a híres térképkiadót és feleségét. A mérnök-generális erősen érdeklődött a kizárólag térképek rézbe, illetve kőbe metszésével foglalkozó, akkoriban művésznek tekintett Karacs folyamszabályozási munkái iránt és mellesleg felhívta a figyelmét az igen tehetséges Vörös Lászlóra. Karacs újdonsült tanítványát és alkalmazottját, annak tehetségéből és korából fakadóan sokkal inkább művésztársnak tekintette és az akkori művésztársadalommal is összeismertette. 
Vörös 1828-ban, 38 éves korában szerezte meg a mérnöki oklevelét, aminek eredményeképpen azonnal kinevezték kincstári mérnöknek a Duna-mappációhoz. A frissen kinevezett Vörös maga mellé vette gyakornoknak a szintén mérnöknek készülő ifjabb Karacs Ferencet, akivel innentől kezdve együtt vettek részt a Duna szabályozásában, valamint Pest-Buda felmérésében is. 
Ebben az időben kezdődtek meg, még Huszár Mátyás és Vörös László közös vezetésével a diplomamunka témájául választott térkép előkészítési munkálatai. Vörös, miután szeretett főnökét, Huszár Mátyást 1829 májusában, számára érthetetlen okokból, erőszakosan eltávolították a Duna-mappáció éléről (utódja Vásárhelyi Pál, egykori tanítványa), szűk egy évig maradt még a szervezet kincstári mérnöke. 1831-ben már Heves vármegyében dolgozott, mint segédmérnök, miközben nagy műve kőbemetszésén és megjelentetésén fáradozott. 
A térkép 1833-as kiadása után már nem elégedett meg a kevéssé jelentős segédmérnöki pozíciójával, így még ugyanezen év októberében Somogy vármegye első, azaz vezető földmérőjének választották meg a főispán javaslatára. Vörös a mai Kaposfőn kapott szolgálati lakást, ahol feleségével (Pajor Rebeka) és öt gyermekével viszonylagos jólétben éltek. Kinevezése után rögvest folyószabályozási munkához látott a Dráva legelhanyagoltabb szakaszán. Az eddigi munkáitól eltávolodva innentől minden idejét szintezéssel és folyószabályozással töltötte, amihez a megye az akkori kor legkorszerűbb eszközeit biztosította. Erről tanúskodik, hogy 1835-ben Somogy vármegye mérnöki műszertárát a legkorszerűbb mérőműszerekkel és szintezőlécpárokkal, valamint Voigtländer-féle műszerekkel szerelték fel. 
A Dráva folyószabályozása után a Zala mente lecsapolásának tervét készítette el, majd Beszédes Józseffel (1787-1852) együtt egy nagyszabású, a Balatont, a Kapost, a Siót, a Sárvízet, valamint a Duna egy részét is érintő szabályozási terven munkálkodtak. Ezen tevékenységei mellett községi úrbéri rendezéseket is vállalt, élete végére közel ötven település újrarendezése fűződik nevéhez. 
1836-ban a mérnök kamara megbízásából elkészítette a fél megye úthálózati tervét. 
1840-ben más szabályozási feladatai mellett, megkezdte a végül tíz évvel később, 1850-ben megjelent, „Rajzképe SOMOGY MEGYE VII. járásra felosztott területének” című térképének, térképgyűjteményének munkálatait. Ez a hazai viszonylatban egyedi és mindenképpen úttörő vállalkozása a megye egész területét 1:144 000-es méretarányban ábrázolta, az akkori korban szinte példátlan részletességgel. A mű a létező birtoktérképekből, valamint a hiányzó részek saját felméréseiből állt össze és a közigazgatási tematikán felül statisztikai adatokat is nagy számban tartalmazott, sőt egy táblázatos kimutatás is része volt a munkának. 
Vörös erősen szimpatizált az 1848-as Szabadságharc eszményével, azonban koránál fogva a harcokban már nem vett részt, de fiait (Vince és László) biztatja, hogy álljanak be Kossuth zászlaja alá. A Szabadságharc bukása után a Bach-kormány 1850 és 52 között még igénybe vette a nagytudású mérnök szolgálatait Somogy vármegye útjainak végleges megtervezéséhez, azonban ezután már semmi többet nem vártak az akkor 62 éves Vöröstől. 
Közösség elleni izgatás, valamint Kossuth-bankók rejtegetése miatt előbb főispáni dorgálásban részesült, majd katonai törvényszék elé került. Büntetése két napi börtön, valamint hivatalából való azonnali, nyugdíj és végkielégítés nélküli elbocsátása. Fellebbezett, de természetesen teljesen eredménytelenül. Az ilyen módon kisemmizett, hivatalától megfosztott Vörös a következő években úrbéri rendezésekből, valamint felhalmozott tartalékaiból tartotta fenn magát. Ráadásul 1854-ben kényszerítik, hogy elhagyja kaposfői házát, így feleségével Budára, majd Pestre költözött. 
Vejével, Szilády Lajossal közös városfelmérési és birtokrendező irodát nyitottak. Vállalkozásuk teljes kudarcba fulladt, mert – bár Kiskunhalason, Szolnokon, Bián valamint Vácon is próbáltak felmérési munkát szerezni – Vörös László neve és nemkívánatos személye miatt – bár szakmailag megfelelőek volnának –, végül mégis mindenhol elutasították őket. Ilyen körülmények között 1859-ben, végső szorultságában vállalta el Vörös életének utolsó munkáját, Lakócsa község rendezését. Ezt az utolsó felmérését és annak dokumentálását már alig tudta befejezni hirtelen rátörő betegsége miatt. 
Az elkövetkező években a szinte ágyhoz kötött beteg Vörös és felesége teljesen felélték még megmaradt vagyonukat, így teljesen elszegényedtek, szinte nyomorogtak. Pesti lakásuk magas lakbérét sem tudták fizetni, így visszaköltöztek Somogy vármegyébe, Kaposvárra. 1862-ben a Bach-kormány bukása után a nagybeteg Vörös felkereste a somogyi főispánt, aki mintegy kárpótlásul és jutalmul a 40 év szolgálatáért egy évi fizetést utalt ki neki, de a nyugdíját nem állította vissza. Az egyre betegebb és gyengébb Vörös még közel egy évtizedig élt kaposvári lakásában ágyhoz láncolva, végül 1870 július 7-én váltotta meg szenvedéseitől a halál.